# Igarassu
Igarassu là một đô thị thuộc bang Pernambuco, Brasil. Đô thị này có diện tích 302,9 km², dân số năm 2007 là 93584 người, mật độ 308,96 người/km².